# Gun Lake
Gun Lake är en sjö i Kanada.   Den ligger i provinsen British Columbia, i den sydvästra delen av landet, 3 500 km väster om huvudstaden Ottawa. Gun Lake ligger 891 meter över havet. Arean är 5,7 kvadratkilometer. Den sträcker sig 4,8 kilometer i nord-sydlig riktning, och 4,5 kilometer i öst-västlig riktning.
I omgivningarna runt Gun Lake växer i huvudsak barrskog. Trakten runt Gun Lake är nära nog obefolkad, med mindre än två invånare per kvadratkilometer.